# Lucjan Klimsza
Lucjan Klimsza (* 21. prosince 1974 v Havířově) je českým luterským pastorem, teologem a pedagogem.
Působí na Ekonomické fakultě Vysoké školy báňské – Technické univerzity Ostrava a v duchovenské službě Slezské církve evangelické a. v. V minulosti byl činný na Katedře výchovy k občanství Pedagogické fakulty Ostravské univerzity.
Ve své pedagogické a vědecké činnosti se věnuje zejména problémům z oblasti etiky, axiologie, estetiky a dějin filosofie.